# 沙特克山

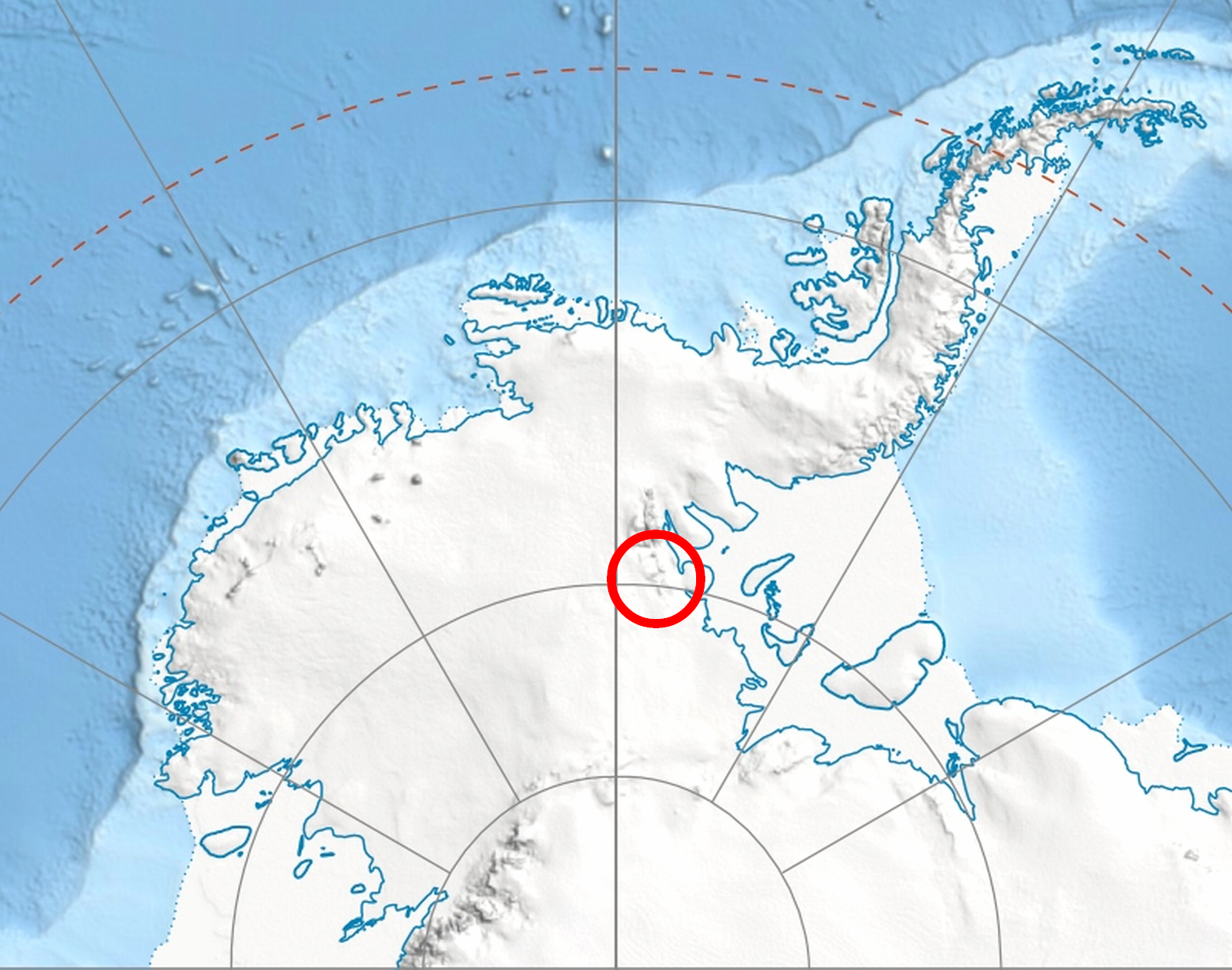

沙特克山（英語：Mount Shattuck），是南極洲的山峰，位於埃爾斯沃思地，處於雷德帕斯峰西北面4.8公里，屬於獨立山脈的一部分，海拔高度1,430米，現時由南極條約體系管理。